# Ivar Johansson (Ringer)

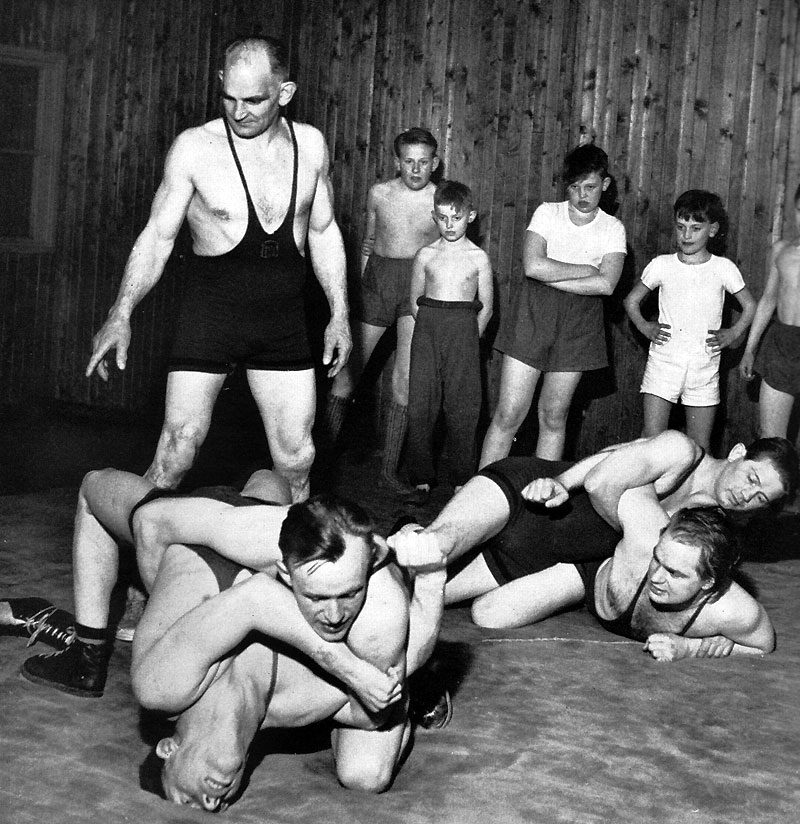
Ivar Johansson

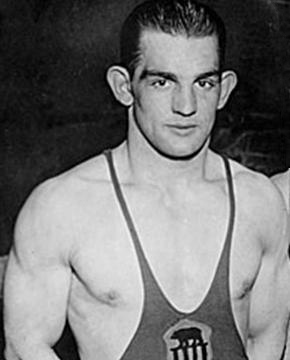
Ivar Johansson 1932

Ivar Valentin Johansson (* 31. Januar 1903 in Söderköping; † 4. August 1979 in Norrköping) war ein schwedischer Ringer.

## Leben
Johansson wuchs in Norrköping auf und erlernte den Beruf eines Mechanikers. Später trat er in die Polizei ein und brachte es zum Polizeioffizier. Als Jugendlicher schloss er sich dem Norrköpingsklubben IK Björnen, einem Ringerverein, an. Bald erzielte er erste Erfolge auf regionaler und dann auch auf schwedischer Ebene. Der internationale Durchbruch ließ jedoch bis 1929 auf sich warten. Ab 1931 beherrschte er die internationale Ringerszene seiner Gewichtsklasse in einem Maße, wie das vor ihm niemandem gelungen war und nach ihm niemanden mehr gelang. Der Krieg beendete 1939 seine Karriere. Wahrscheinlich wäre er auch noch 1940 bei den Olympischen Spielen, die für Tokio angesetzt waren, angetreten. Im städtischen Museum von Norrköping ist ihm und seinen Erfolgen ein Raum gewidmet.

## Internationale Erfolge
(OS = Olympische Spiele, EM = Europameisterschaft, GR = griech.-römischer Stil, F = Freistil, Weltergewicht, damals bis 73 kg, Mittelgewicht, damals bis 79 kg, HS = Halbschwergewicht, damals bis 87 kg Körpergewicht)
| Jahr | Platz | Wettbewerb                   | Stil | Gewichtsklasse | |
| 1928 | 9.    | OS in Amsterdam              | GR   | Mittel         | nach Sieg gegen Frantz, Luxemburg und Niederlagen gegen František Hala, Tschechoslowakei und Väinö Kokkinen, Finnland                                      |
| 1929 | 3.    | EM in Dortmund               | GR   | Mittel         | nach Siegen über Albert Kusnets, Estland, Brachten, Niederlande, Schmidt, Österreich und Niederlagen gegen József Tunyogi, Ungarn und Väinö Kokkinen       |
| 1929 | 2.    | Intern. Turnier in Stockholm | GR   | Mittel         | hinter Väinö Kokkinen u. vor Jozsef Tunyogi |
| 1930 | 2.    | EM in Stockholm              | GR   | Mittel         | mit Siegen über Eduard Krämer, Deutschland, Karl Kullisaar, Estland und Niederlage gegen Väinö Kokkinen                                                    |
| 1931 | 1.    | EM in Prag                   | GR   | Mittel         | mit Siegen über Gałuszka, Polen, Karl Kullisaar, Mario Gruppioni, Italien, Viktors Kavals, Lettland und Väinö Kokkinen                                     |
| 1931 | 1.    | Intern. Turnier in Malmö     | GR   | Mittel         | vor Väino Kokkinen u. Johan Friis, Schweden |
| 1931 | 1.    | Intern. Turnier in Helsinki  | GR   | Mittel         | vor Väinö Kokkinen u. Mikko Nordling, bde. Finnland |
| 1932 | 2.    | Intern. Turnier in Stockholm | GR   | Mittel         | hinter Axel Cadier u. vor Knut Fridell, bde. Schweden |
| 1932 | Gold  | OS in Los Angeles            | F    | Mittel         | mit Siegen über Sumiyuki Kotani, Japan, Robert Hess, USA, Émile Poilvé, Frankreich und trotz Niederlage gegen Kyösti Luukko, Finnland                      |
| 1932 | Gold  | OS in Los Angeles            | GR   | Welter         | mit Siegen über Arild Dahl, Norwegen, Gyula Zombori, Ungarn, Osvald Käpp, Estland und Väinö Kajander, Finnland                                             |
| 1932 | 1.    | Intern. Turnier in Stockholm | GR   | Halbschwer     | vor Onni Pellinen, Finnland u. Thure Sjöstedt, Schweden |
| 1934 | 1.    | EM in Rom                    | GR   | Mittel         | mit Siegen über August Neo, Estland, Federico Malossi, Italien, László Papp, Ungarn, Josef Přibyl, Tschechoslowakei und Arvi Pikkusaari, Finnland          |
| 1934 | 1.    | EM in Stockholm              | F    | Mittel         | vor Elis Wecksten, Finnland, Fritz Neuhaus, Deutschland u. Jean Jourlin, Frankreich                                                                        |
| 1935 | 1.    | EM in Kopenhagen             | GR   | Mittel         | mit Siegen über Voldemar Mägi, Estland, Josef Paar, Deutschland, Arvi Pikkusaari und Béchir Bouazzat, Frankreich                                           |
| 1935 | 1.    | EM in Brüssel                | F    | Mittel         | mit Siegen über Eugen Angst, Schweiz, Bissell, England, Jaroslav Sysel, Tschechoslowakei und Sulon, Belgien                                                |
| 1936 | Gold  | OS in Berlin                 | GR   | Mittel         | mit Siegen über Väinö Kokkinen, Lefakis, Griechenland, Yurdaer, Türkei, Ibrahim Orabi, Ägypten, József Palotás, Ungarn und Ludwig Schweickert, Deutschland |
| 1937 | 1.    | EM in Paris                  | GR   | Mittel         | mit Siegen über Ercole Gallegati, Italien, Portengen, Niederlande, D’Hondt, Belgien und Ludwig Schweickert                                                 |
| 1937 | 1.    | EM in München                | F    | Mittel         | mit Siegen über August Köstner, Deutschland, Paul Dätwyler, Schweiz, Furlan, Italien und trotz einer Niederlage gegen János Rihetzky, Ungarn               |
| 1938 | 1.    | EM in Tallinn                | GR   | Mittel         | mit Siegen über Ercole Gallegati, Voldemar Roolaan, Estland, Bajorek, Polen, Georgs Ozoliņš, Lettland und Ludwig Schweickert                               |
| 1939 | 1.    | EM in Oslo                   | GR   | Mittel         | mit Siegen über Ahmet Kireççi, Türkei, Arvi Pikkusaari, Voldemar Roolaan und Ludwig Schweickert                                                            |

## Nationale Erfolge
Ivar Johansson errang 22 schwedische Meisterschaften. Im griechisch-römischen Stil siegte er 1928, 1929, 1930, 1931, 1932, 1933, 1934, 1935, 1936, 1937, 1938, 1941 u. 1943, im freien Stil, 1932, 1933, 1934, 1935, 1936, 1937, 1938, 1939 u. 1941, immer im Mittelgewicht.
Als einziger schwedischer Ringer konnte ihm 1932/33 Axel Cadier Paroli bieten, der später in das Halbschwergewicht wechselte. 1933 wurde Ivar Johansson mit der Svenska-Dagbladet-Goldmedaille geehrt.